# 筑摩神社 (松本市)
筑摩神社（つかまじんじゃ）は長野県松本市筑摩に鎮座する神社である。
息長帯比売命（神功皇后）、誉田別命（応神天皇）（以上八幡神）、多紀利比売命、狭依比売命、多岐津比売命（以上宗像三女神）を祀る。

## 歴史
延暦13年（794年）、石清水八幡宮より勧請を受けて創建され、正八幡宮の別名がある。また信濃国府の筑摩郡遷府以後は国府八幡宮とも称し、室町以後は清和源氏である小笠原氏の祖神として崇敬された。

## 境内
本殿は永享8年（1436年）に焼失した後、同11年（1439年）に小笠原政康により再建され、室町時代の建築様式をそのまま残している。また松本地方最古の建造物であり国の重要文化財に指定されている。また、拝殿は慶長15年（1610年）に松本藩主石川康長によって造営されたもので長野県宝、銅鐘は筑摩神社別当寺の安養寺（廃寺）の梵鐘で、永正11年（1514年）に小笠原長棟が寄進した旨の陰刻があり松本市指定重要文化財である。

## 文化財
重要文化財（国指定）
- 本殿
本殿は小笠原政康が永享11年（1439年）に寄進した三間社流造、檜皮葺の建物で松本地方では最古の建造物とされている[1]。元和元年（1616年）の修理棟札が残る[1]。

長野県宝（長野県指定有形文化財）
- 拝殿
拝殿は入母屋造、こけら葺の建物で、造営棟札から慶長15年（1610年）の建築とされている[1]。

松本市重要文化財
- 梵鐘

## アクセス
- 松本電鉄バス中山線筑摩バス停から徒歩5分。
- 松本電鉄バスタウンスニーカー南コース・並柳団地線筑摩小学校口バス停から徒歩10分少々。
  - 中山線は土休日運休であること、また、運賃に差があるため、観光で訪れる場合は筑摩小学校口バス停の利用をお勧めする。